# أجايل (مبادئ تطوير برمجيات)

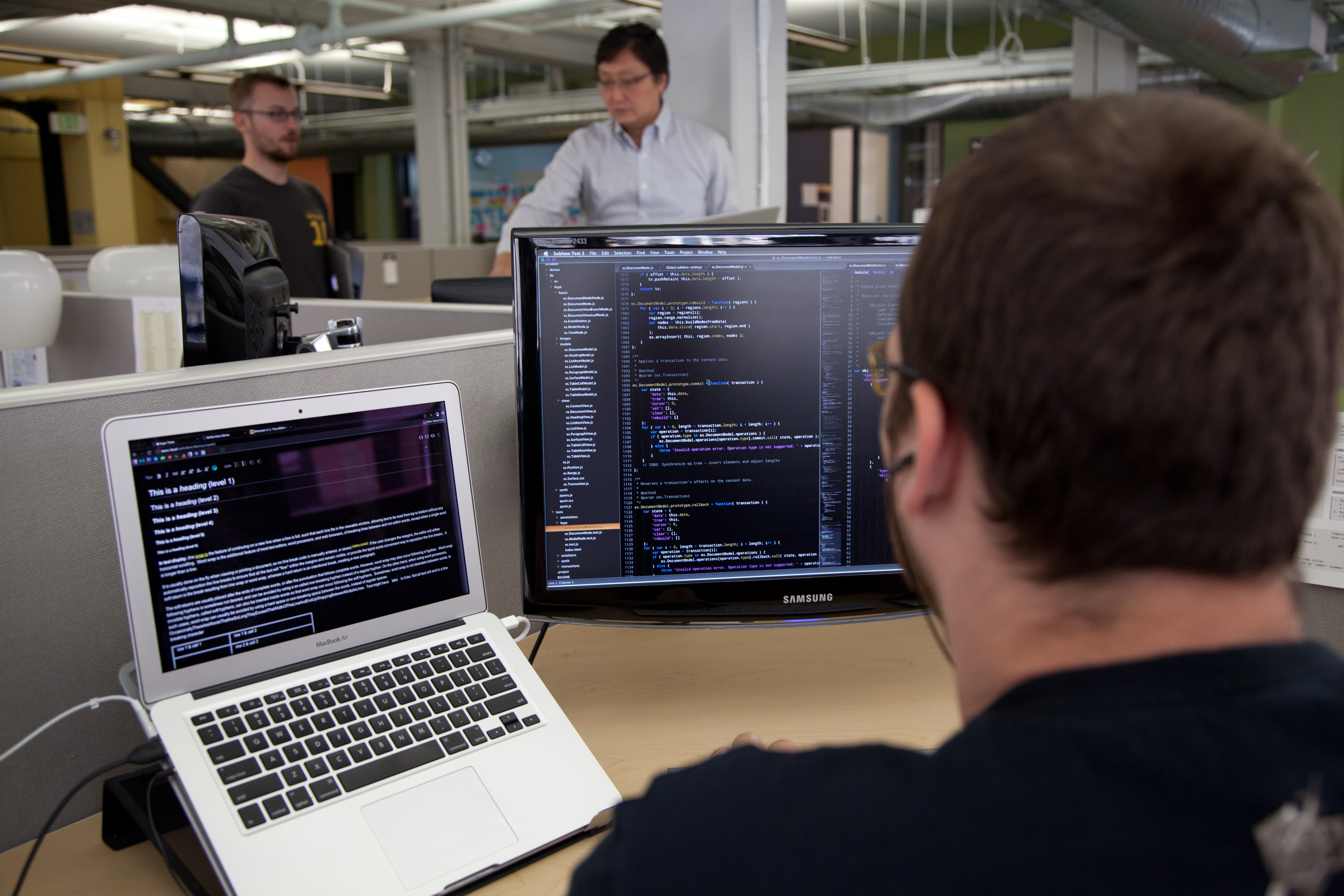
صورة لمبرمج يبرمجة بلغة الباسكال في المكتب

آجايل تعريفها لغوياً: هي لغة الرشاقة والمرونة وترمز آجايل الي سرعة التعامل مع متغيرات بسلاسة
آجايل (بالإنجليزية: Agile)‏ هي منهجية أو مبادئ في عملية تطوير البرمجيات يتم من خلالها إنشاء وتطوير البرمجيات من خلال جهود التعاون داخل فريق عمل معين ومتعدد الوظائف ذي تنظيم ذاتي.
هذه المبادئ تدعو إلى التخطيط على التكيف، والتطور التدريجي، والتسليم في وقت مبكر، والتحسين المستمر، وتشجع الاستجابة السريعة والمرنة للتغيير.

هذه المبادئ تدعم تعريف واستمرار تطور العديد من أساليب تطوير المنهجيات / تطوير البرمجيات
وتم صك التعبيرَ في سَنَةِ 2001 عندما صِيغَ بيان آجايل العامِ.
وتُروّجُ طرقُ آجايل عموماً عمليةَ إدارةِ المشروعِ التي تُشجّعُ التفتيشَ والتكيّفَ المتكرّرَ، وفلسفة القيادةِ التي تُشجّعُ فريقَ العمل لدى أي منظمة ذاتية، وهي مجموعة من الهندسة التي تعد من أفضل الممارساتِ والتي تَسْمحُ لتسليمِ أجيلِ ْ البرامجِ العالية النوعيةِ، وتعد نظرة العملِ التي تُرتّبُ التطويرَ بحاجاتِ الزبونِ وأهدافِ الشركةِ. والمؤسسات التصورية لهذا الإطارِ ويوجد في النظراتِ الحديثةِ إلى الإدارةِ وتحليلِ العملياتِ.
هي طرق أفضل لتطوير البرمجيات وذلك من خلال تطبيقها ومساعدة الآخرين على ذلك.
باعتبار:
- الأفراد وتعاملهم فيما بينهم فوق المنظومات والأدوات
- البرمجيات الصالحة للاستعمال فوق التوثيق الكامل
- تعاون ومشاركة العميل فوق التفاوض حول العقد
- الاستجابة للتغييرات فوق الالتزام بمخطط عمل محدد

ويعني ذلك أنه على الرغم من كون العناصر على الجانب الأيسر ذات قيمة، فإننا نعطي قيمة أكبر للعناصر على الجانب الأيمن.

## المبادئ الاثنى عشر
هناك 12 مبدأ وهي:
1. إرضاء العميل عن طريق التسليم المبكر والمتواصل لبرمجيات ذات قيمة.
2. الترحيب بتغيير المتطلبات ولو في مراحل متقدمة من التطوير. فمناهج الأجايل تُسخر التّغيير لصالح الميزة التنافسية للعميل.
3. تسليم برمجيات صالحة للاستعمال على فترات منتظمة، من أسبوعين إلى شهرين، مع استحسان المدة الزمنية الأقصر.
4. يجب أن يعمل كلاً من المهنيين (العارفين بالمِهنة) والمطورين معاً بشكل يومي خلال فترة المشروع.
5. الاعتماد في بناء المشاريع على أفراد متحمسين، مع توفير البيئة المناسبة والدعم اللازم، ومنحهم الثقة من أجل إنجاز العمل.
6. أكثر الطرق فاعلية وتأثيراً لتواصل المعلومات إلى فريق التطوير وبين أفراده هي التخاطب وجهاً لوجه.
7. البرمجيات الصالحة للاستعمال هي المقياس الرئيسي للتقدم.
8. مناهج الأجايل تشجع التطوير المستدام. ينبغي على الرعاة والمطورين والمستخدمين أن يكونوا قادرين على الحفاظ على وتيرة ثابتة على الدوام.
9. الاهتمام المستمر بالتفوق التقني والتصميم الجيد يعزز درجة الأجايل.
10. البساطة —فن تقليص الأعمال غير الضرورية— أساسية.
11. إن أفضل البنيات والمواصفات والتصميمات تنبثق من فرق العمل ذاتية التنظيم.
12. يراجع فريق العمل على فترات منتظمة كيف يصبح أكثر فاعلية، ثم يدقق ويضبط سلوكه وفقا لذلك.

## أساليب وطرق أجايل
تعتمد الأجايل على الاجتماعات القصيرة لفريق العمل حيث تُنَاقَشُ فيها المستجدات والمشاكل البرمجية التي تمت مواجهتها أثناء العمل. يقوم كل من أعضاء الفريق بعد ذلك بحل هذه المشاكل على حدى. كما يعمل فريق العمل على استخدام لغات البرمجة والحلول البرمجية التي تتناسب مع معرفتهم. ويقومون بنمذجة المخططات بطريقة مبسطة حتى يتم شرحها إلى فريق العمل والمخططات التي تعد ذات أهمية يتم تصميمها بالبرامج المخصصة بالمخططات التصميمية. تعمد عملية بناء البرمجيات إلى تكريس معظم الوقت لإنشاء البرامج بدلاً من إعداد التقارير الخاصة بتوثيق هذه البرامج.
كما يعتمد المبرمجين المتبعين لمنهجية الأجايل للمبادرة في اتباع الطرق البسيطة أولاً لحل المشاكل البرمجية. هذه الأسلوب يمكن المبرمجين من توفير الوقت المستهلك في حل المشكلات وفي حال عدم نجاح هذه الطرق المبسطة والانتقال للطرق الأكثر تعقيداً لحل المشكلات لن يكون هناك وقت مهدر لاتباع الطرق المبسطة.
أيضاً يعتمد المبرمجون في منهجية الأجايل على البدء والتركيز على الوظائف الأساسية في الأنظمة البرمجية حيث أنها هي التي يتم الاعتماد عليها من بقية الأجزاء الأخرى في تلك الأنظمة البرمجية. كما يعمل المبرمجون على تلقي التغذية الراجعة من قبل مستخدمين النظام بشكل دوري حيث أن ذلك يؤدي إلى تطوير البرنامج بشكل سريع.